# ホー語
ホー語 (Ho、Bihar Ho、Lanka Kol)は、オーストロアジア語族のムンダー語派に属する言語である。話者は主にインドのジャールカンド州、オリッサ州、西ベンガル州に分布する。話者数は2001年の国勢調査では100万人ほどとされるが、UNESCOによれば話者人口は40万であり、危機に瀕する言語のうち「脆弱」に入れている。表記にはデーヴァナーガリー、オリヤー文字、ラテン文字、または固有のワラング・クシティ文字を用いるが、母語を文字で書ける人の割合は1-5%に過ぎない。話者はホー族の人々であり、2001年度の調査でインド人口の0.103%を占める。

## 関連文献
- Deeney, J. J. (1991). Introduction to the Ho language: [learn Ho quickly and well]. Chaibasa: Xavier Ho Publications.
- Burrows, L. (1980). The grammar of the Ho language: an eastern Himalayan dialect. New Delhi: Cosmo.
- Deeney, J. J. (1975). Ho grammar and vocabulary. Chaibasa: Xavier Ho Publications.
- Deeney, J. J. (1978). Ho-English Dictionary. Chaibassa: Xavier Ho Publications.
- Anderson, Gregory D. S., Toshiki Osada and K. David Harrison. "Ho and the other Kherwarian Languages" In Gregory Anderson (ed.) Munda Languages. (2008). Routledge. ISBN 9780415328906